# Olivbraune Andenfeldmaus
Die Olivbraune Andenfeldmaus oder Olivfarbene Andenfeldmaus (Abrothrix olivaceus) ist ein Nagetier in der Familie der Wühler, das im Süden Südamerikas verbreitet ist. Die verwandtschaftlichen Verhältnisse zu anderen Gattungsvertretern, die im selben Gebiet vorkommen, sind noch nicht ausreichend erforscht.

## Merkmale
Während für eine Population im Durchschnitt eine Kopf-Rumpf-Länge von 80 mm, eine Schwanzlänge von 54 mm und ein Gewicht von 13 g dokumentiert wurden, lagen bei einer anderen Population die Durchschnittswerte für die Kopf-Rumpf-Länge bei 89 mm, die Schwanzlänge bei 58 mm und das Gewicht bei 17 g. Die Hinterfüße sind etwa 20 mm lang und die Länge der Ohren ist etwa 14 mm. Wie bei anderen Anden-Feldmäusen ist das Fell lang und weich. Unabhängig vom deutschen Namen kann die Fellfarbe zwischen olivbraun, grau und ockerfarben variieren. Wenn die Unterseite heller ist, so ist der Übergang fließend.

## Verbreitung
Die Art ist vom nördlichen Chile und von zentralen Bereichen Argentiniens bis zu kleineren Inseln nördlich von Feuerland verbreitet. Sie hält sich in Steppen, in Gebüschflächen sowie in offenen Wäldern mit Scheinbuchen (Nothofagus) auf. Sie erreicht weiterhin felsige Bereiche der Anden mit spärlichem Bewuchs, sowie Flächen mit Winterrinde (Drimys winteri) oder mit Lomatia ferruginea (Silberbaumgewächse).

## Lebensweise
Die Olivbraune Andenfeldmaus baut Nester aus Gras und versteckt diese unter Steinen, zwischen Wurzeln oder in Erdlöchern. Zwischen Männchen und Weibchen kommt eine große Überlappung der Reviere vor. Die Populationsdichte steigt im Sommer und Herbst. Dieser Wühler hat Beeren, Pflanzensamen, grüne Pflanzenteile, Pilze und Gliederfüßer als Nahrung. Bei Weibchen kommen im Frühling und Sommer zwischen Oktober und März zwei oder drei Würfe vor. Pro Wurf werden etwa fünf Nachkommen geboren und die Anzahl ist bei älteren Weibchen am größten.

## Gefährdung
Für den Bestand liegen keine Bedrohungen vor und die Art tritt oft sehr häufig auf. Die IUCN listet die Olivbraune Andenfeldmaus als nicht gefährdet (least concern).